# Autremencourt
Autremencourt é uma comuna francesa na região administrativa de Altos da França, no departamento de Aisne. Estende-se por uma área de 9,15 km². Em 2010 a comuna tinha 174 habitantes (densidade: 19 hab./km²).